# بخش نوودوگینسکی
بخش نوودوگینسکی (به لاتین: Novoduginsky District) یک منطقهٔ مسکونی در روسیه است که در استان اسمولنسک واقع شده‌است.